# Lisozima
La lisozima también llamada muramidasa, es un polipéptido que daña la pared celular de las bacterias, mediante un mecanismo directo como opsonina y un mecanismo secundario de enzima. Su función es la de una barrera bioquímica frente a las infecciones en los animales. Es abundante en numerosas secreciones como la saliva, las lágrimas y el moco. La deficiencia en lisozima, debida a mutaciones en el gen LYZ que la codifica, ha sido asociada a displasias esqueléticas y a un aumento de la propensión a las infecciones.

## Características
La lisozima (LYSC) es un polipéptido antimicrobiano universal de ~148  aminoácidos y 14,4-16,3 kilodaltons.

Sobre la base de la secuencia de aminoácidos y las características bioquímicas se han reportado tres tipos de lisozima: de ganso (tipo g), convencional o de gallina (tipo c) e invertebrada (tipo i).
La lisozima es abundante en numerosas secreciones como la saliva, las lágrimas y el moco. Es abundante en la leche humana (unos 40mg/100ml) y de yegua, en las que constituye uno de los factores de defensa, mientras que está prácticamente ausente en la leche de los rumiantes y en la de cobaya. 
Está presente también en los gránulos citoplasmáticos de los neutrófilos polimorfonucleares PMN. 

La LYSC daña la pared celular de las bacterias catalizando la hidrólisis de las uniones beta 1,4 entre los residuos de ácido N-acetilmurámico y N-acetil-D-glucosamina en un peptidoglicano. 

La deficiencia en lisozima, debida a mutaciones en el gen LYZ situado en el cromosoma 12, ha sido asociada a displasias esqueléticas y a un aumento de la propensión a las infecciones.

En la industria, la obtenida de la clara del huevo, se utiliza para el control de las bacterias lácticas en los vinos. También se utiliza en la fabricación de quesos, para protegerlos de las alteraciones por Clostridium.

## Estructura
La estructura primaria en el humano
posee 130 aminoácidos y un peso de 16,5 kilodalton.

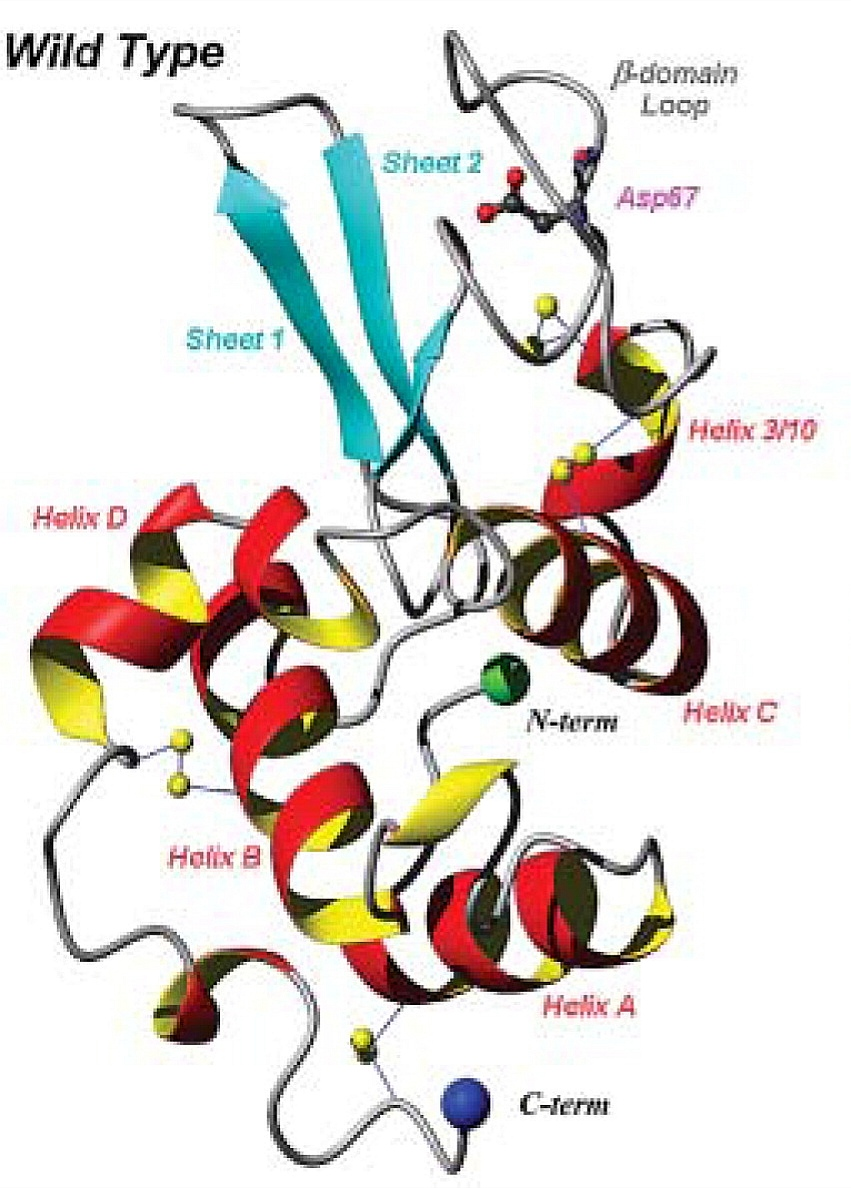
Estructura molecular de la Lisozima.
Hélices alfa en rojo.
Láminas beta en azul. Lisozima humana.

| Ref. RCSB          | Ubicación de los motivos y su extensión en Aminoácidos |
| Hélice alfa (α). A | 5-14 aa                                                |
| Hélice alfa. B     | 20-22 aa                                               |
| Hélice alfa. C     | 25-36                                                  |
| Lámina beta (β) 1. | 43-46 aa                                               |
| Lámina beta 2.     | 51-54                                                  |
| Hélice alfa. D     | 81-85 aa                                               |
| Hélice alfa. E     | 90-101                                                 |
| Hélice alfa. F     | 105-108                                                |
| Hélice alfa. G     | 110-115                                                |
| Hélice alfa. H     | 122-124                                                |

La estructura secundaria
Cadena única llamada A.
Dominiodominio C
Motivoshélices alfa (α helix). 
 láminas beta (β sheet).
La estructura terciaria de la lisozima
se pliega en una estructura compacta y globular con una larga hendidura en su superficie. La lisozima humana muestra cuatro hélices alfa, cuatro bobinas aleatorias y una doble hoja beta plegada y antiparalela. En tanto en el pollo, existe una hoja beta plegada trenzada y antiparalela.

## Fisiología
La lisozima (LYSC) humana es producida por diversas glándulas exocrinas y secretada en los fluidos corporales, pero también por tejidos y linaje mielomonocítico.

Muchas de las bacterias afectadas por lisozimas no son patogénicas. En algunos casos, la lisozima es la razón principal por la que estos organismos no llegan a ser patogénicos. La lisozima altera la pared celular de bacterias patógenas transformándolas en esferoplastos o protoplastos, denominados «formas L». La lisozima actúa como una opsonina innata o como una enzima catalítica.
Tanto cLYSC (gallo) como hLYSC (humana) son «lisozimas tipo C». 
La actividad antibacteriana de hLYSC es aproximadamente tres veces mayor que la actividad antibacteriana de cLY de pollo.
Se ha demostrado que la lisozima actúa como una proteína antiproliferativa contra células de cáncer gástrico humano, fibroblastos pulmonares, células de cáncer de mama y linfocitos de sangre periférica.

## Función
Las lisozimas son péptidos antimicrobianos (AMP) que se unen a la superficie bacteriana, reduciendo la carga negativa de la membrana. Poseen una función inmunomoduladora  para la llegada de las células del sistema inmunitario. Sirven como moléculas adyuvantes (opsoninas), que facilitan la posterior fagocitosis de las bacterias muertas, 
Como enzima funciona atacando a los peptidoglicanos, lo que explica su localización en la pared celular de las bacterias, especialmente en las gram positivas. 
La lisozima forma parte del grupo de las hidrolasas glucosídicas y cataliza la hidrólisis del enlace glucosídico entre el carbono 1 (C1) del residuo de ácido N-acetilmurámico (NAM) y el carbono 4 (C4) de la N-Acetilglucosamina (NAG).

Hace esto uniéndose a la molécula de peptidoglicano en el sitio activo, una prominente hendidura entre sus dos dominios, provocando que la molécula substrato adopte una conformación muy tensa, similar a la de un estado de transición. Según el mecanismo de Phillips, la lizosima se une a un hexasacárido deformando el cuarto azúcar (el anillo D) que adopta una conformación de media silla. En este estado de tensión el enlace glucosídico es fácilmente roto.

Se ha descubierto que el ácido glutámico 35 (Glu35) y el ácido aspártico 52 (Asp52) son indispensables para la actividad de esta enzima. El Glu35 actúa como donador de protones para el enlace glucosídico, cortando el enlace C-O en el sustrato. El Asp52 actúa como nucleófilo para generar el intermediario enzimático-glucosídico (complejo enzima-sustrato). Luego, este intermediario reacciona con una molécula de agua para volver a dejar intacta a la enzima y liberar el producto de la hidrólisis. (Solo para la lisozima proveniente de la especie Gallus Gallus)
Las bacterias patogénicas han generado resistencia a la actividad bacteriolítica del hospedante que secreta la lisozima durante la infección; el mecanismo primario es la modificación de la cadena de su peptidoglucano glucano

## Rol en patologías
Algunas formas de amiloidosis tienen como causa la mutación del gen de la lisozima, lo que conduce a la acumulación de este enzima en varios tejidos.

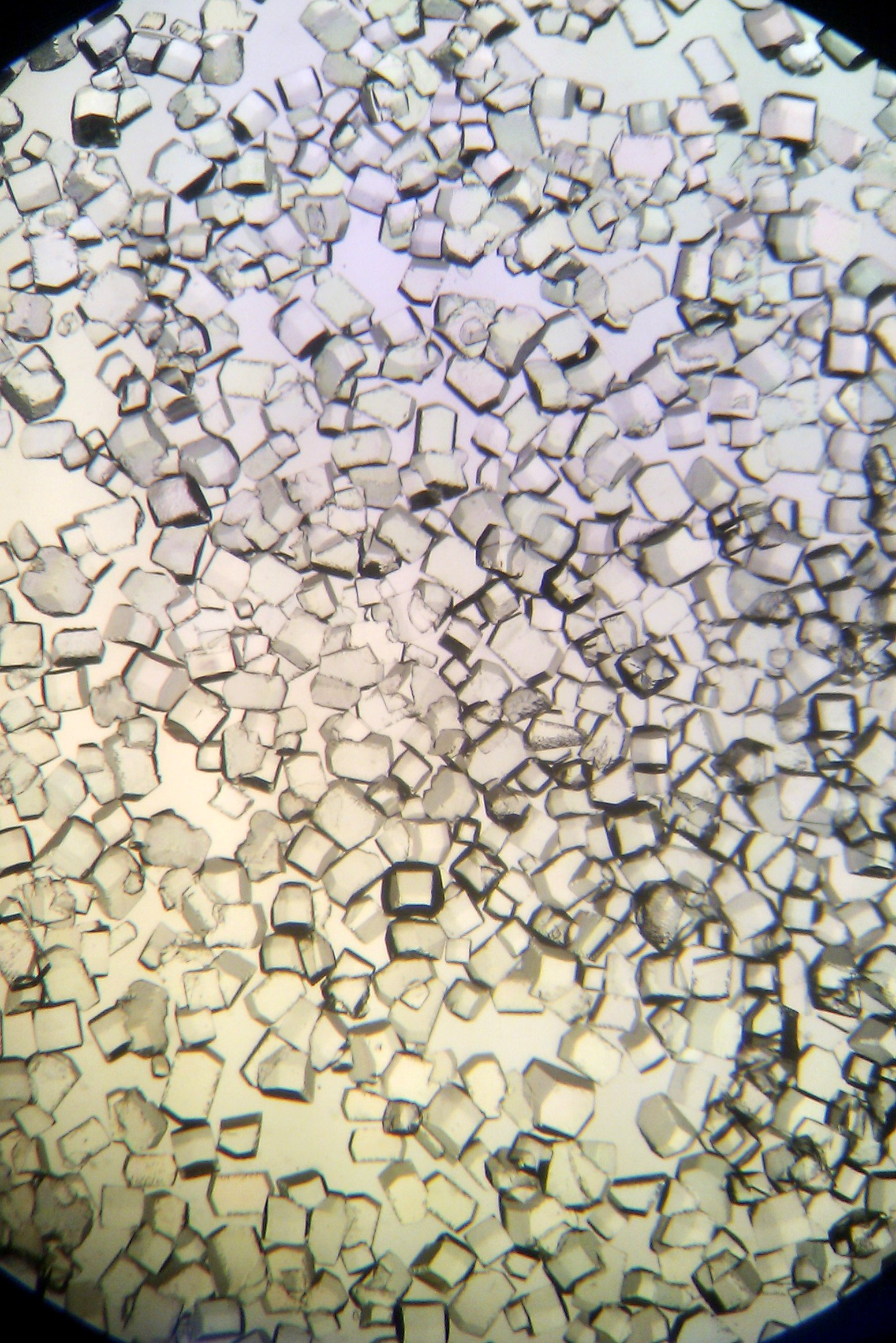
Lisozima cristales.

## Historia
Alexander Fleming descubrió la lisozima en 1922, luego descubrió el antimicrobiano que denominó penicilina.
  
Su estructura fue descrita por David Chilton Phillips en 1965, cuando consiguió una imagen con una resolución de 2 angstrom (200 pm). Este trabajo llevó a Phillips a proveer una explicación acerca de cómo las enzimas aceleran las reacciones en términos de su estructura física. El mecanismo original propuesto por Phillips fue posteriormente revisado.
Howard Florey y Ernst B. Chain también investigaron las lisozimas. Aunque nunca lograron demasiados progresos en este campo, ellos, junto con Fleming, desarrollaron la penicilina.